# Heloridae
Heloridae zijn een familie uit de orde van de vliesvleugeligen (Hymenoptera). Deze familie telt slechts een nog levend geslacht, Helorus. Verder zijn er nog een aantal fossiele geslachten. 